# 李濬
李 濬（り しゅん、生年不詳 - 永楽3年11月6日（1405年11月27日））は、明代の軍人。本貫は和州。

## 生涯
父の李旺の燕山左護衛副千戸の官を嗣いだ。建文元年（1399年）、靖難の変が起こると、燕王朱棣の起兵に従って、九門を奪取した。薊州・永平で壮勇数千人を招募し、朱棣に従って耿炳文の軍を真定で破り、大寧を奪取した。鄭村壩の戦いでは、李濬は精鋭の騎兵を率いて敵陣に突入し、味方が囃し立ててこれに乗じると、大勝を収めた。山東で転戦し、先鋒をつとめた。建文4年（1402年）、小河にいたって、にわかに建文帝側の軍と遭遇した。李濬は決死の士を率いて先に河橋を破壊したので、敵軍は争うことができなかった。朱棣の本隊が到着すると、敵軍を撃破した。都指揮使に累進し、襄城伯に封じられ、1000石の禄を賜り、指揮同知の位を世襲する権利を得た。
永楽元年（1403年）、江西に駐屯した。永新県で反乱が起こると、李濬がその首領を捕らえて殺した。ほどなく南京に召還された。
永楽3年11月戊戌（1405年11月27日）、死去した。
子の李隆が後を嗣いだ。